# Kriminaltango
Kriminaltango ist ein österreichischer Schwarzweißfilm des Regisseurs Géza von Cziffra aus dem Jahr 1960 mit Peter Alexander und Vivi Bach in den Hauptrollen.
Die Komödie ist eine Neuverfilmung von Gefährliche Gäste aus dem Jahr 1949 mit Wolf Albach-Retty und Käthe Haack, bei dem Von Cziffra ebenfalls Regie führte. Der Titel bezieht sich auf den im Jahr 1959 sehr erfolgreichen Schlager Kriminal-Tango des Hazy Osterwald Sextetts.

## Handlung
Peter, ein junger bankrotter Hauseigentümer, möchte sein Haus verkaufen und zu seiner Tante Agathe aufs Land ziehen. In der Zwischenzeit sollen sein Freund Albert und dessen Nichte Inge das Haus bewachen. Als er in Erfahrung bringt, dass dort bereits die drei Ganoven Boxer-Franz, Taschen-August und Klau-Maxe untergekommen sind, bricht er in sein eigenes Haus ein, wo er auf die drei Einbrecher trifft, die ihn für einen „Berufskollegen“ halten. Die Ganoven erwarten von ihm, den Hausbesitzer zu spielen, und wollen den Erlös selbst kassieren.

## Lieder
- Kriminaltango
- Panoptikum
- Straße meiner Lieder
- Mille – Mille – Baci

## Kritiken
- TV Spielfilm kritisierte, Regisseur Géza von Cziffra habe seinen eigenen Film „fast gänzlich gag- und niveaulos“ inszeniert.[1]
- Das Lexikon des internationalen Films stellte die „üblichen Gags und Verwicklungen“ fest, „die Geza von Cziffra in dieser Neuverfilmung seines eigenen Films "Gefährliche Gäste" anspruchslos und langweilig aufbereitet hat“.[2]